# トーマス・エドワード・ケッチャム

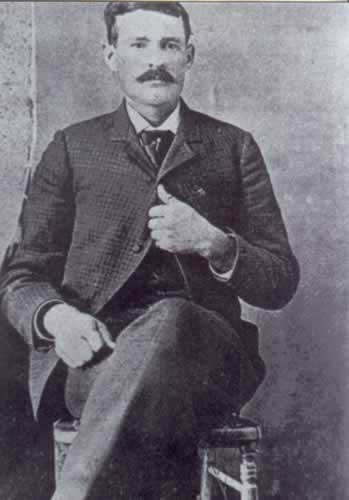
Thomas Edward Ketchum

トーマス・エドワード・ケッチャム（Thomas Edward Ketchum, 1863年10月31日 - 1901年4月26日）は別名ブラックジャック・ケッチャム（Black Jack Ketchum）と異名を取ったアメリカニューメキシコの犯罪者で1901年に絞首刑になった。彼はアメリカで最も有名な絞首刑の写真に登場する人物である。
彼はニューメキシコ準州で仲間と列車強盗を行っていた強盗団の一員だった。
1899年8月16日に列車強盗を行おうとして車掌にショットガンで腕を打たれて落馬し、倒れているところ発見され病院で手当てを受けて、治療のために腕を切断された。裁判のためにクレイトンへ送られると、重罪たる鉄道への攻撃（felonious assault upon a railway train）により死刑が宣告された。この罪で死刑になったのはニューメキシコ準州で彼1人だけである。
クレイトンで絞首刑が執行されたが、クレイトンでは誰も絞首刑を執行した経験者が居なかったために手間取り、絞首刑が執行された時、ロープが長すぎたため、首がちぎれてしまった。遺体は千切れた首を縫い合わせてクレイトン墓地に埋葬された。この時の絞首刑の写真は絵葉書になって広く販売され、現代でも有名な絞首刑の写真として使用されている。